# Lijst van oorlogsmonumenten in Nederweert
De Nederlandse gemeente Nederweert heeft 6 oorlogsmonumenten. Hieronder een overzicht.
| Nr.  | Object                                            | Herdachte groep | Ontwerper             | Onthulling     | Type               | Locatie                                                | Plaats          | Coördinaten                   | Foto                        |
| ---- | ------------------------------------------------- | --- | --------------------- | -------------- | ------------------ | ------------------------------------------------------ | --------------- | ----------------------------- | --------------------------- |
| 1251 | Monument voor de Nederweerter Oorlogsslachtoffers | militairen in dienst van het Ned. Kon. na 1945, militairen in dienst van het Ned. Kon. 1940-1945, burgerslachtoffers, vervolgden Nederland, verzet Nederland | J. Biezenaar, J. Blom | 4 mei 1995     | gedenksteen        | Raadhuisplein, 6031 VR                                 | Nederweert      | 51° 17' 1" NB, 5° 44' 51" OL  |                             |
| 2251 | Brits ereveld                                     | geallieerde militairen |                       |                | begraafplaats/graf | Mgr. Kreyelmansstraat 19, 6031 BN                      | Nederweert      | 51° 17' 20" NB, 5° 45' 3" OL  | Brits ereveld               |
| 2252 | Monument nabij de Houtsberg                       | militairen in dienst van het Ned. Kon. 1940-1945, overig |                       |                | kruis              |                                                        | Nederweert      | 51° 17' 9" NB, 5° 44' 52" OL  | Monument nabij de Houtsberg |
| 2884 | Sporen die bleven                                 | burgerslachtoffers | Frank Sonnemans       | 9 oktober 2004 | plaquette          |                                                        | Nederweert-Eind | 51° 16' 32" NB, 5° 46' 50" OL |                             |
| 2911 | Sporen die bleven                                 | burgerslachtoffers |                       |                | plaquette          |                                                        | Leveroy         | 51° 15' 1" NB, 5° 50' 41" OL  |                             |
| 3117 | Oorlogsmonument                                   | geallieerde militairen |                       | 3 oktober 2002 | plaquette          | Nationaal Park 'De Groote Peel', Moostdijk 15, 6035 RB | Ospeldijk       | 51° 19' 41" NB, 5° 48' 7" OL  | Oorlogsmonument             |

Beek ·
Beekdaelen ·
Beesel ·
Bergen ·
Brunssum ·
Echt-Susteren ·
Eijsden-Margraten ·
Gennep ·
Gulpen-Wittem ·
Heerlen ·
Horst aan de Maas ·
Kerkrade ·
Landgraaf ·
Leudal ·
Maasgouw ·
Maastricht ·
Meerssen ·
Mook en Middelaar ·
Nederweert ·
Peel en Maas ·
Roerdalen ·
Roermond ·
Simpelveld ·
Sittard-Geleen ·
Stein ·
Vaals ·
Valkenburg aan de Geul ·
Venlo ·
Venray ·
Voerendaal ·
Weert